# Baldassare Peruzzi
Baldassare Peruzzi (Siena, 7 de març de 1481 - Roma, 6 de gener de 1536) fou un pintor i arquitecte italià. Com a pintor, es forma a la ciutat de Siena a l'estil de Pinturicchio.
En traslladar-se a Roma, el seu estil madura en contacte amb l'obra d'El Sodoma i, sobretot, amb Rafael. L'experiència pictòrica es converteix en una ocasió de verificar i experimentar en la recerca arquitectònica.
La relació entre espai real, arquitectònic, o espai fingit, pictòric, la resol mitjançant un enclavament escenogràfic, com als frescs de la sala de les Columnes de la Farnesina i les escenes pintades a la Calandria el 1514, d'acord amb el desenvolupament de la cultura romana del moment.
A les seves escenes figuratives, hi ha una tendència cap a les formes de Rafael, que no exclou el recurs a una elegància refinada pròpia de Siena, com es pot observar als frescs de la capella Ponzetti a Santa Maria della Pace. Aquesta tendència s'anirà transformant en una composició artificiosa, de to manierista, present en La presentació de la Verge, de Santa Maria della Pace, pintada el 1520.
Una evolució anàloga caracteritza les seves obres d'arquitectura. La seva primera gran obra és la Farnesina, iniciada el 1509. Darrere seu treballarà en les fàbriques de Sant Pere del Vaticà després de la mort de Rafael, i se'n convertirà en el director de les obres el 1532. Durant aquest any, elabora una gran quantitat de dissenys arquitectònics, estudi de monuments antics i projectes que tindran una notable influència en els tractats de l'època de Serlio, i que constitueixen una recerca inquieta i experimental. Punt capital d'aquestes elucubracions és el palau Massimo alle Colonne, iniciat el 1535 aproximadament, amb la seva genial façana corba i basat en una refinada fragmentació d'espais interiors, en correspondència amb la dissimetria de la façana i del pati.
Després del Saqueig de Roma (1527), torna a Siena, on deixa obres arquitectòniques i pictòriques com és la construcció i decoració de la Vil·la Belcaro. Torna a Roma entre 1530 i 1531 i, posteriorment, entre 1535 i 1536, on deixa les millors mostres de la seva activitat. La seva obra és un exemple paradigmàtic de les inquietuds d'un moment històric en el qual, dut a l'extrem l'estudi del classicisme, s'investigaven al mateix temps els límits i les possibilitats de la llibertat, en una recerca formal revolucionària i estimulant, encara que discontínua i no resolutiva.